# 13477 Уткін
13477 Уткін (13477 Utkin) — астероїд головного поясу, відкритий 5 листопада 1975 року.
Тіссеранів параметр щодо Юпітера — 3,468.